# Giro d'Italia 1926
Il Giro d'Italia 1926, quattordicesima edizione della "Corsa Rosa", si svolse in dodici tappe dal 15 maggio al 6 giugno 1926, per un percorso totale di 3429,7 km. Fu vinto dall'italiano Giovanni Brunero. Su 203 partenti, arrivarono al traguardo finale 40 corridori.
Nella prima tappa Binda cadde ed accumulò un ritardo incolmabile, decidendo quindi di mettersi al servizio di Giovanni Brunero. Durante la settima tappa Girardengo fu costretto al ritiro, mentre guidava la classifica. Brunero si aggiudicò la corsa e diventò il primo corridore ad aver vinto per tre volte il Giro.
Come indipendente partecipò anche Giuseppe Ticozzelli, un calciatore del Casale, ispiratore della celebre "maglia nera".

## Tappe
| Tappa  | Data      | Percorso         | km      | Vincitore di tappa  | Leader cl. generale |
| ------ | --------- | ---------------- | ------- | ------------------- | ------------------- |
| 1ª     | 15 maggio | Milano > Torino  | 275     | Domenico Piemontesi | Domenico Piemontesi |
| 2ª     | 17 maggio | Torino > Genova  | 250,5   | Domenico Piemontesi | Domenico Piemontesi |
| 3ª     | 19 maggio | Genova > Firenze | 312     | Alfredo Binda       | Domenico Piemontesi |
| 4ª     | 21 maggio | Firenze > Roma   | 287,2   | Costante Girardengo | Costante Girardengo |
| 5ª     | 23 maggio | Roma > Napoli    | 232,1   | Costante Girardengo | Costante Girardengo |
| 6ª     | 25 maggio | Napoli > Foggia  | 262,9   | Alfredo Binda       | Costante Girardengo |
| 7ª     | 27 maggio | Foggia > Sulmona | 250,8   | Alfredo Binda       | Giovanni Brunero    |
| 8ª     | 29 maggio | Sulmona > Terni  | 266,5   | Giovanni Brunero    | Giovanni Brunero    |
| 9ª     | 31 maggio | Terni > Bologna  | 357,8   | Alfredo Binda       | Giovanni Brunero    |
| 10ª    | 2 giugno  | Bologna > Udine  | 355,2   | Pierino Bestetti    | Giovanni Brunero    |
| 11ª    | 4 giugno  | Udine > Verona   | 291,7   | Alfredo Binda       | Giovanni Brunero    |
| 12ª    | 6 giugno  | Verona > Milano  | 288     | Alfredo Binda       | Giovanni Brunero    |
| Totale | Totale    | Totale           | 3 429,7 |                     |                     |

## Dettagli delle tappe

### 1ª tappa
- 15 maggio: Milano > Torino – 275 km

Risultati
| Pos. | Corridore           | Squadra | Tempo     |
| ---- | ------------------- | ------- | --------- |
| 1    | Domenico Piemontesi | Alcyon  | 10h57'20" |
| 2    | Egidio Picchiottino | Alcyon  | a 2'07"   |
| 3    | Arturo Bresciani    | Olympia | a 6'48"   |

### 2ª tappa
- 17 maggio: Torino > Genova – 250,5 km

Risultati
| Pos. | Corridore           | Squadra | Tempo     |
| ---- | ------------------- | ------- | --------- |
| 1    | Domenico Piemontesi | Alcyon  | 10h44'43" |
| 2    | Costante Girardengo | Wolsit  | a 2'39"   |
| 3    | Giovanni Brunero    | Legnano | s.t.      |

### 3ª tappa
- 19 maggio: Genova > Firenze – 312 km

Risultati
| Pos. | Corridore        | Squadra | Tempo     |
| ---- | ---------------- | ------- | --------- |
| 1    | Alfredo Binda    | Legnano | 14h05'46" |
| 2    | Giovanni Brunero | Legnano | a 4'30"   |
| 3    | Arturo Bresciani | Olympia | s.t.      |

### 4ª tappa
- 21 maggio: Firenze > Roma – 287,2 km

Risultati
| Pos. | Corridore           | Squadra | Tempo     |
| ---- | ------------------- | ------- | --------- |
| 1    | Costante Girardengo | Wolsit  | 10h26'00" |
| 2    | Alfredo Binda       | Legnano | s.t.      |
| 3    | Giovanni Brunero    | Legnano | s.t.      |

### 5ª tappa
- 23 maggio: Roma > Napoli – 232,1 km

Risultati
| Pos. | Corridore           | Squadra | Tempo    |
| ---- | ------------------- | ------- | -------- |
| 1    | Costante Girardengo | Wolsit  | 9h26'52" |
| 2    | Giovanni Brunero    | Legnano | s.t.     |
| 3    | Alfredo Binda       | Legnano | s.t.     |

### 6ª tappa
- 25 maggio: Napoli > Foggia – 262,9 km

Risultati
| Pos. | Corridore           | Squadra | Tempo     |
| ---- | ------------------- | ------- | --------- |
| 1    | Alfredo Binda       | Legnano | 11h58'12" |
| 2    | Costante Girardengo | Alcyon  | s.t.      |
| 3    | Pietro Bestetti     | Wolsit  | s.t.      |

### 7ª tappa
- 27 maggio: Foggia > Sulmona – 250,8 km

Risultati
| Pos. | Corridore        | Squadra | Tempo     |
| ---- | ---------------- | ------- | --------- |
| 1    | Alfredo Binda    | Legnano | 10h42'52" |
| 2    | Giovanni Brunero | Legnano | s.t.      |
| 3    | Ermanno Vallazza | Legnano | a 8"      |

### 8ª tappa
- 29 maggio: Sulmona > Terni – 266,5 km

Risultati
| Pos. | Corridore        | Squadra | Tempo    |
| ---- | ---------------- | ------- | -------- |
| 1    | Giovanni Brunero | Legnano | 9h03'26" |
| 2    | Ermanno Vallazza | Legnano | s.t.     |
| 3    | Alfredo Binda    | Legnano | s.t.     |

### 9ª tappa
- 31 maggio: Terni > Bologna – 357,8 km

Risultati
| Pos. | Corridore       | Squadra      | Tempo     |
| ---- | --------------- | ------------ | --------- |
| 1    | Alfredo Binda   | Legnano      | 13h49'33" |
| 2    | Arturo Ferrario | Indipendente | s.t.      |
| 3    | Pietro Bestetti | Wolsit       | s.t.      |

### 10ª tappa
- 2 giugno: Bologna > Udine – 355,2 km

Risultati
| Pos. | Corridore       | Squadra    | Tempo     |
| ---- | --------------- | ---------- | --------- |
| 1    | Pietro Bestetti | Wolsit     | 14h22'49" |
| 2    | Alfredo Binda   | Legnano    | s.t.      |
| 3    | Michele Robotti | Berrettini | s.t.      |

### 11ª tappa
- 4 giugno: Udine > Verona – 291,7 km

Risultati
| Pos. | Corridore        | Squadra | Tempo     |
| ---- | ---------------- | ------- | --------- |
| 1    | Alfredo Binda    | Legnano | 10h42'57" |
| 2    | Giovanni Brunero | Legnano | s.t.      |
| 3    | Pietro Bestetti  | Wolsit  | s.t.      |

### 12ª tappa
- 6 giugno: Verona > Milano – 288 km

Risultati
| Pos. | Corridore       | Squadra    | Tempo     |
| ---- | --------------- | ---------- | --------- |
| 1    | Alfredo Binda   | Legnano    | 11h14'58" |
| 2    | Pietro Bestetti | Wolsit     | s.t.      |
| 3    | Michele Robotti | Berrettini | s.t.      |

## Classifiche finali

### Classifica generale
| Pos. | Corridore          | Squadra    | Tempo      |
| ---- | ------------------ | ---------- | ---------- |
| 1    | Giovanni Brunero   | Legnano    | 137h55'59" |
| 2    | Alfredo Binda      | Legnano    | a 15'28    |
| 3    | Arturo Bresciani   | Olympia    | a 54'41"   |
| 4    | Ermanno Vallazza   | Legnano    | a 1h11'38" |
| 5    | Giuseppe Enrici    | Automoto   | a 1h15'57" |
| 6    | Pietro Bestetti    | Wolsit     | a 1h26'00" |
| 7    | Gianbattista Gilli | Olympia    | a 2h02'52" |
| 8    | Angelo Gremo       | Météore    | a 3h16'58" |
| 9    | Michele Robotti    | Berrettini | a 3h41'39" |
| 10   | Ezio Cortesia      | Ganna      | a 3h59'18" |